# Beth Norton
Pour les articles homonymes, voir Norton.
Beth Norton (née le 13 juin 1957) est une joueuse de tennis américaine, professionnelle du milieu des années 1970 à 1990.

## Palmarès

### Titre en simple dames
| No | Date       | Nom et lieu du tournoi                 | Catégorie | Dotation | Surface      | Finaliste       | Score         |  |
| -- | ---------- | -------------------------------------- | --------- | -------- | ------------ | --------------- | ------------- |  |
| 1  | 23-08-1976 | WTA Westchester Invitational, Harrison |           | 10 000 $ | Terre (ext.) | Ruta Gerulaitis | 1-6, 7-5, 6-3 |  |

### Finales en simple dames
| No | Date       | Nom et lieu du tournoi                  | Catégorie      | Dotation | Surface      | Vainqueure   | Score         |          |
| -- | ---------- | --------------------------------------- | -------------- | -------- | ------------ | ------------ | ------------- | -------- |
| 1  | 11-12-1978 | South Australian Open, Adélaïde         | Colgate Series | 50 000 $ | Gazon (ext.) | Kerry Reid   | 7-5, 6-7, 6-1 | Parcours |
| 2  | 25-02-1980 | Avon Futures of Columbus, Columbus (OH) | Futures        | 25 000 $ | Dur (int.)   | Peanut Louie | 6-2, 6-3      | Parcours |

### Titre en double dames
Aucun

### Finale en double dames
Aucune

## Parcours en Grand Chelem

### En simple dames
| Année | Open d'Australie (janvier) | Open d'Australie (janvier) | Internationaux de France | Internationaux de France | Wimbledon       | Wimbledon      | US Open         | US Open         | Open d'Australie (décembre) | Open d'Australie (décembre) |
| ----- | -------------------------- | -------------------------- | ------------------------ | ------------------------ | --------------- | -------------- | --------------- | --------------- | --------------------------- | --------------------------- |
| 1975  | -                          | -                          | -                        | -                        | -               | -              | 3e tour (1/8)   | Virginia Wade   | n/a                         | n/a                         |
| 1976  | -                          | -                          | 2e tour (1/16)           | Marita Redondo           | 3e tour (1/16)  | Betty Stöve    | 4e tour (1/8)   | Virginia Ruzici | n/a                         | n/a                         |
| 1978  | n/a                        | n/a                        | -                        | -                        | -               | -              | -               | -               | 2e tour (1/8)               | Chris O'Neil                |
| 1979  | n/a                        | n/a                        | -                        | -                        | -               | -              | 1er tour (1/64) | Ann Kiyomura    | -                           | -                           |
| 1980  | n/a                        | n/a                        | -                        | -                        | 2e tour (1/32)  | Bettina Bunge  | 2e tour (1/32)  | Mima Jaušovec   | -                           | -                           |
| 1981  | n/a                        | n/a                        | -                        | -                        | 1er tour (1/64) | Sharon Walsh   | 1er tour (1/64) | Yvonne Vermaak  | -                           | -                           |
| 1982  | n/a                        | n/a                        | -                        | -                        | 2e tour (1/32)  | M. Navrátilová | 2e tour (1/32)  | Tracy Austin    | 1er tour (1/32)             | Sharon Walsh                |
| 1983  | n/a                        | n/a                        | -                        | -                        | -               | -              | 1er tour (1/64) | Barbara Potter  | 1er tour (1/32)             | Sylvia Hanika               |
| 1985  | n/a                        | n/a                        | -                        | -                        | -               | -              | -               | -               | 1er tour (1/32)             | Barbara Potter              |

À droite du résultat, l’ultime adversaire.

### En double dames
| Année | Open d'Australie (janvier) | Open d'Australie (janvier) | Internationaux de France    | Internationaux de France | Wimbledon                   | Wimbledon                   | US Open                         | US Open                    | Open d'Australie (décembre)   | Open d'Australie (décembre) |
| ----- | -------------------------- | -------------------------- | --------------------------- | ------------------------ | --------------------------- | --------------------------- | ------------------------------- | -------------------------- | ----------------------------- | --------------------------- |
| 1976  | -                          | -                          | -                           | -                        | 1er tour (1/32) Kathy May   | Linky Boshoff Ilana Kloss   | 3e tour (1/8) Kathy May         | Laura duPont W. Turnbull   | n/a                           | n/a                         |
| 1978  | n/a                        | n/a                        | -                           | -                        | -                           | -                           | -                               | -                          | 1/4 de finale P. Bostrom      | B. Nagelsen R. Tomanová     |
| 1979  | n/a                        | n/a                        | -                           | -                        | -                           | -                           | 3e tour (1/8) F. Hutnick        | D. Fromholtz Marise Kruger | -                             | -                           |
| 1980  | n/a                        | n/a                        | 1er tour (1/16) Strachonova | Kim Jones Iris Riedel    | -                           | -                           | -                               | -                          | -                             | -                           |
| 1981  | n/a                        | n/a                        | -                           | -                        | 2e tour (1/16) S. McInerney | Sylvia Hanika Andrea Jaeger | 2e tour (1/16) Kim Jones        | Bettina Bunge Kohde-Kilsch | -                             | -                           |
| 1982  | n/a                        | n/a                        | -                           | -                        | 3e tour (1/8) Kim Jones     | M. Blackwood Susan Leo      | 2e tour (1/16) E. Sayers        | Rosie Casals W. Turnbull   | 1/4 de finale A. M. Fernández | B. Potter Sharon Walsh      |
| 1983  | n/a                        | n/a                        | -                           | -                        | -                           | -                           | 1er tour (1/32) A. M. Fernández | Leslie Allen E. Sayers     | 1er tour (1/16) Kim Jones     | Sherry Acker Lele Forood    |
| 1984  | n/a                        | n/a                        | -                           | -                        | 1er tour (1/32) Steffi Graf | E. Eliseenko Natasha Reva   | 2e tour (1/16) S. Margolin      | A. Moulton Paula Smith     | -                             | -                           |

Sous le résultat, la partenaire ; à droite, l’ultime équipe adverse.

### En double mixte
| Année | Open d'Australie (janvier), | Open d'Australie (janvier), | Internationaux de France | Internationaux de France | Wimbledon                   | Wimbledon                 | US Open | US Open | Open d'Australie (décembre), | Open d'Australie (décembre), |
| 1982  | n/a                         | n/a                         | -                        | -                        | 1er tour (1/32) Drew Gitlin | S. Rollinson Danie Visser | -       | -       | n/a                          | n/a                          |

Sous le résultat, le partenaire ; à droite, l’ultime équipe adverse.

## Classements WTA

### Classements en simple en fin de saison
| Année | 1986 | 1987 |
| Rang  | 231  | 441  |

Source : (en) « Classements de Beth Norton », sur le site officiel du WTA Tour